# Gladys Beckwith
Gladys Beckwith (Flint, 1929-8 de diciembre de 2020) fue una profesora estadounidense cofundadora de la Asociación de Estudios de Mujeres de Míchigan y fundadora del Salón de la Fama de las mujeres de Míchigan. Fue una de las primeras profesoras de estudios de la mujer en los Estados Unidos, enseñando en la Universidad Estatal de Míchigan. Fue incluida en el Salón de la Fama de las Mujeres de Míchigan en el 2012 por sus éxitos en los campos de la educación y los derechos de las mujeres.

## Primeros años
Beckwith nació en 1929 en Flint, Míchigan. Obtuvo una licenciatura y maestría en inglés y un doctorado en Educación de la Universidad Estatal de Míchigan. La universidad la contrató en 1967 para enseñar en el Departamento de Pensamiento e Idioma Americano (ahora el Departamento de Escritura, Retórica y Cultura estadounidense en la Facultad de Artes y Letras). Se jubiló en 1999 después de 32 años de docencia.

## Estudios de la Mujer de la Universidad Estatal de Míchigan
A principios de 1970, presionó y, junto con otros profesores de MSU, estableció la disciplina de estudios de la mujer en la universidad, centrada en las mujeres de Estados Unidos. Uno de los primeros cursos en el programa se llamó «Mujeres en América», que se centró en figuras nacionales como Susan B. Anthony y Elizabeth Cady Stanton.

## Asociación de Estudios de la Mujer de Míchigan
En 1973, el departamento de Estudios de la Mujer de MSU fundó la Asociación de Estudios de la Mujer de Míchigan para que quienes investigaran sobre las autoras y las personalidades históricas pudiesen compartir su trabajo más fácilmente. Con el patrocinio de la asociación, Beckwith fundó el Salón de la Fama de las mujeres de Míchigan, del cual fue la Directora ejecutiva no remunerada durante más de 30 años.

## Premios
- 1996 - Premio presidencial de la Universidad Estatal de Míchigan por el servicio comunitario
- 1998 - Premio Women of Achievement and Courage, por la Fundación de Mujeres de Míchigan
- 2005 - Una de los doce Michiganians of the Year, por The Detroit News